# Michael Kupperman
Michael Kupperman (né le 26 avril 1966) est un auteur de bande dessinée et illustrateur américain. Auteur régulier de Fantagraphics, il réalise souvent des œuvres baignées d'humour absurde.

## Œuvres publiées en français
- Snake'n' Bacon's Cartoon Cabaret, La Cinquième Couche, 2008.

## Récompenses
- 2013 : Prix Eisner de la meilleure histoire courte pour « Moon 1969: The True Story of the 1969 Moon Launch », dans Tales Designed to Thrizzle n°8

### Documentation
- (en) Al Jaffee et Michael Kupperman (int. par Gary Groth), « Al Jaffee & Michael Kupperman in Conversation », The Comics Journal, Seattle, Fantagraphics, no 301,‎ février 2011, p. 217-279 (ISBN 9781606992913).